# Segedin
Segedin (madžarsko Szeged, nemško Szegedin, srbohrvaško Segedin) je z več kot 160.000 prebivalci četrto največje mesto in središče župnije na Madžarskem, ki upravno spada v podregijo Szegedi Županije Csongrád.
Tu se nahaja Letališče Szeged.